# Fanala
Fanala este un gen de molii din familia Lymantriinae.